# 1528 Conrada
1528 Conrada (1940 CA) là một tiểu hành tinh vành đai chính được phát hiện ngày 10 tháng 2 năm 1940 bởi Reinmuth, K. ở Heidelberg.